# فهرست بزرگراه‌های شیراز

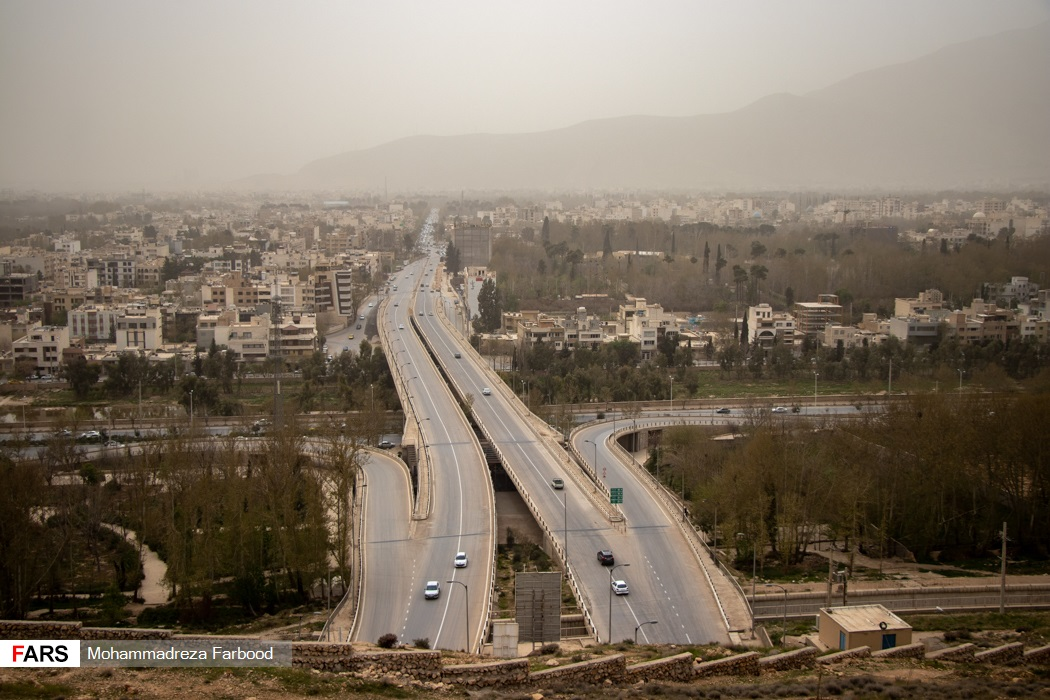
بزرگراه سپهبد سلیمانی (کوهسار)

شیراز بعد از تهران با ۱۷ بزرگراه دومین شهر ایران از لحاظ تعداد بزرگراه‌ها است. کلانشهر شیراز حدود ۱۷۶ کیلومتر بزرگراه درون‌شهری دارد. این مقاله دربرگیرنده بزرگراه‌های درون‌شهری شیراز بر پایه الفبا است.
طولانی‌ترین بزرگراه شیراز، بزرگراه امام خمینی (کمربندی) با ۵۲ کیلومتر طول، و کوتاه‌ترین بزرگراه آن، بزرگراه مهندسین با ۲٫۵ کیلومتر طول است.

## فهرست
| نام                           | مسافت (کیلومتر) | مبدأ                          | مقصد                   | تقاطع با بزرگراه‌های دیگر | جهت         |
| ----------------------------- | --------------- | ----------------------------- | ---------------------- | --- | ----------- |
| بزرگراه آیت‌الله حائری         | ۸               | پل شهدای انقلاب               | پل شهدای جوادیه        | بزرگراه امام خمینی، بزرگراه آیت‌الله محلاتی، بزرگراه سپهبد سلیمانی | شمالی-جنوبی |
| بزرگراه آیت‌الله حسینی الهاشمی | ۶               | پل شهدای جهاد                 | پل وحدت                | بزرگراه آیت‌الله محلاتی، بزرگراه دکتر حسابی، بزرگراه شهید رئیسی، بزرگراه امام خمینی                                                                                        | شمالی-جنوبی |
| بزرگراه آیت‌الله علوی          | ۵٫۶             | زیرگذر گلستان                 | بزرگراه شیراز-سپیدان   | بزرگراه دکتر حسابی، بزرگراه صدرا، بزرگراه ابوعلی‌سینا | شمالی-جنوبی |
| بزرگراه آیت‌الله محلاتی        | ۴               | پل شهدای جهاد                 | پل شهدای جوادیه        | بزرگراه آیت‌الله حسینی الهاشمی، بزرگراه دکتر حسابی، بزرگراه قره‌پیری، بزرگراه امام خمینی، بزرگراه آیت‌الله حائری                                                             | شمالی-جنوبی |
| بزرگراه ابوعلی‌سینا            | ۳٫۵             | میدان دکتر ملک حسینی (صدرا)   | بزرگراه آیت‌الله علوی   | بزرگراه آیت‌الله علوی | شرقی-غربی   |
| بزرگراه امام خمینی (کمربندی)  | ۵۲              | بزرگراه شیراز-اصفهان          | پل شهدای نیروی دریایی  | بزرگراه شیراز-اصفهان، بزرگراه آیت‌الله حائری، بزرگراه آیت‌الله محلاتی، بزرگراه آیت‌الله حسینی الهاشمی، بزرگراه مهندسین، بزرگراه گلبهار، بزرگراه خلیج فارس، کنارگذر شمال شرقی | شمالی-جنوبی |
| بزرگراه شهید رئیسی            | ۲۰              | بزرگراه آیت‌الله حسینی الهاشمی | آزادراه شاهچراغ        | بزرگراه آیت‌الله حسینی الهاشمی | شمالی-جنوبی |
| بزرگراه خلیج فارس             | ۷               | میدان الله                    | پل فسا                 | بزرگراه شهید استوار، کنارگذر شمال شرقی، بزرگراه امام خمینی، بزرگراه شیراز-جهرم، بزرگراه شیراز-فسا                                                                         | شمالی-جنوبی |
| بزرگراه دکتر حسابی            | ۵٫۷             | میدان صنایع                   | زیرگذر گلستان          | بزرگراه آیت‌الله حسینی الهاشمی، بزرگراه آیت‌الله محلاتی، بزرگراه صدرا، بزرگراه آیت‌الله علوی                                                                                 | شمالی-جنوبی |
| بزرگراه رحمت                  | ۱۳              | پل غدیر                       | پل کشن                 | بزرگراه سرداران | شرقی-غربی   |
| بزرگراه سپهبد سلیمانی         | ۱۸              | پل شهدای انقلاب               | بلوار جمهوری           | بزرگراه آیت‌الله حائری | شمالی-جنوبی |
| بزرگراه سرداران               | ۶٫۲             | پل غدیر                       | بلوار هفت‌تنان          | بزرگراه رحمت | شرقی-غربی   |
| بزرگراه شهید استوار           | ۵٫۵             | بلوار رسول اعظم               | بزرگراه خلیج فارس      | بزرگراه خلیج فارس | شرقی-غربی   |
| بزرگراه صدرا                  | ۸٫۷             | پل دکتر خدادوست               | میدان امام رضا (صدرا)  | بزرگراه دکتر حسابی، بزرگراه آیت‌الله علوی | شرقی-غربی   |
| بزرگراه قره‌پیری               | ۱۰٫۵            | بلوار حافظ (صدرا)             | بزرگراه آیت‌الله محلاتی | بزرگراه آیت‌الله محلاتی | شرقی-غربی   |
| بزرگراه کنارگذر شمال شرقی     | ۳۶              | بزرگراه شیراز-اصفهان          | بزرگراه خلیج فارس      | بزرگراه شیراز-اصفهان، بزرگراه امام خمینی، بزرگراه خلیج فارس | شرقی-غربی   |
| بزرگراه گلبهار                | ۸               | پل استاد بهمن بیگی            | تقاطع نواب-کمربندی     | بزرگراه شیراز-قائمیه، بزرگراه مهندسین، بزرگراه امام خمینی | شرقی-غربی   |
| بزرگراه مهندسین               | ۲٫۵             | پل رودکی                      | پل استاد بهمن بیگی     | بزرگراه امام خمینی، بزرگراه شیراز-قائمیه، بزرگراه گلبهار | شرقی-غربی   |

## آزادراه‌های شیراز
- آزادراه شیراز-اصفهان
- آزادراه کنارگذر شمال‌غربی شیراز
- آزادراه شیراز-بوشهر